# Универзитет у Манчестеру
Универзитет у Манчестеру (енгл. University of Manchester) је државни универзитет у Манчестеру. Сматра се универзитетом од црвене цигле, производом грађанског универзитетског покрета касног 19. века. Трећи је универзитет по величини у Уједињеном Краљевству по укупном броју уписаних студената, а прима преко 92.000 постипломских пријава годишње, што га чини најпопуларнијим универзитетом у УК по обиму пријава. This followed a century of the two institutions working closely with one another.